# Vidua hypocherina
La vedova bluacciaio o vedova metallica (Vidua hypocherina J. Verreaux & É. Verreaux, 1856) è un uccello passeriforme della famiglia Viduidae.

## Etimologia
Il nome scientifico della specie, hypocherina, deriva da Hypochera, genere considerato obsoleto al quale in passato venivano classificati i combassù (attualmente congeneri delle vedove), a sua volta costituito dal prefisso di origine greca ὑπο (hypo/hupo, "sotto") e da Chera (genere in cui anticamente venivano classificate le vedove), e sottolinea la similitudine della vedova bluacciaio sia coi primi (piumaggio scuro e dai riflessi metallici) che con le seconde (le lunghe rettrici caudali).

## Descrizione

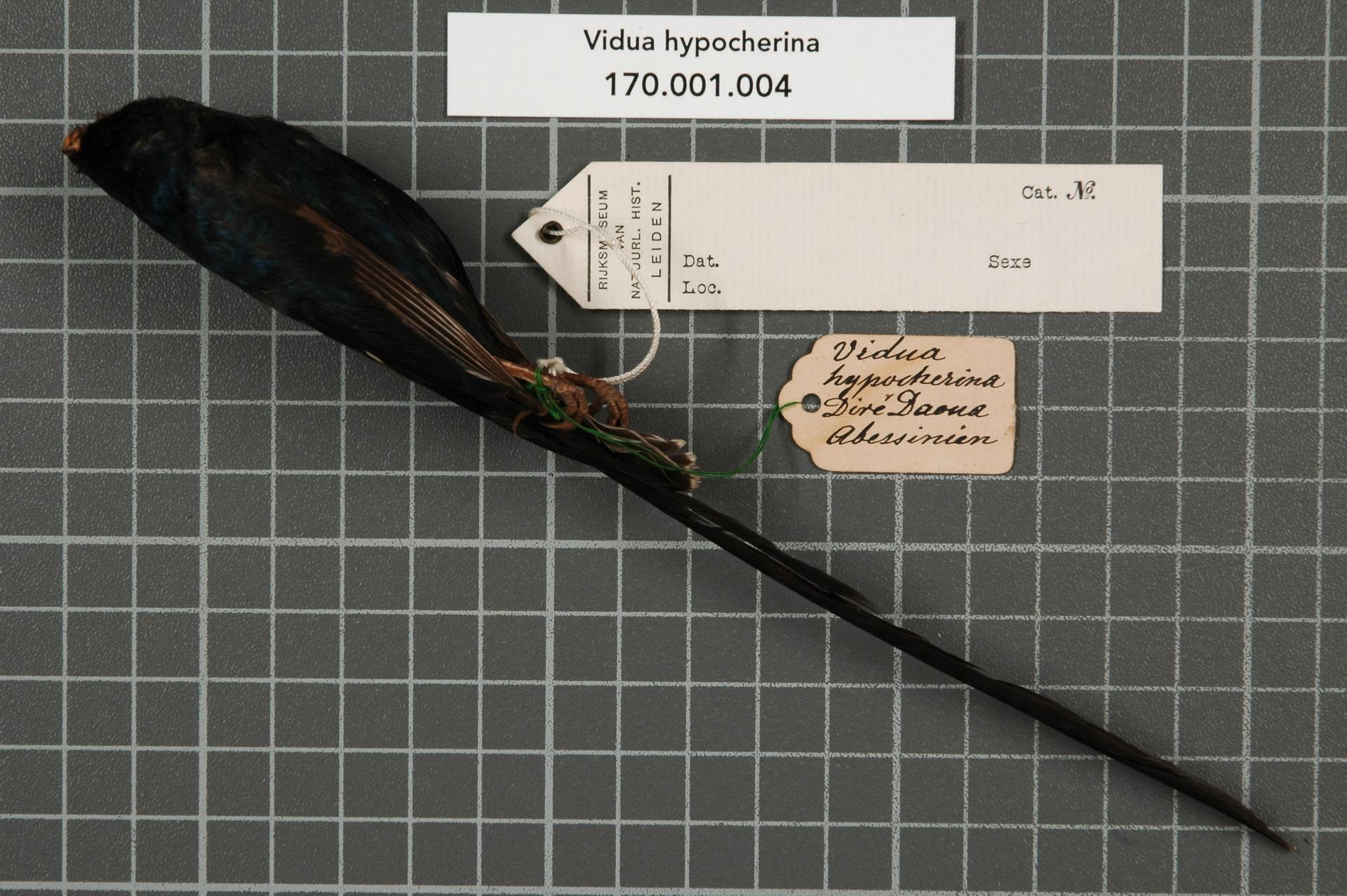
Veduta laterale di maschio impagliato.

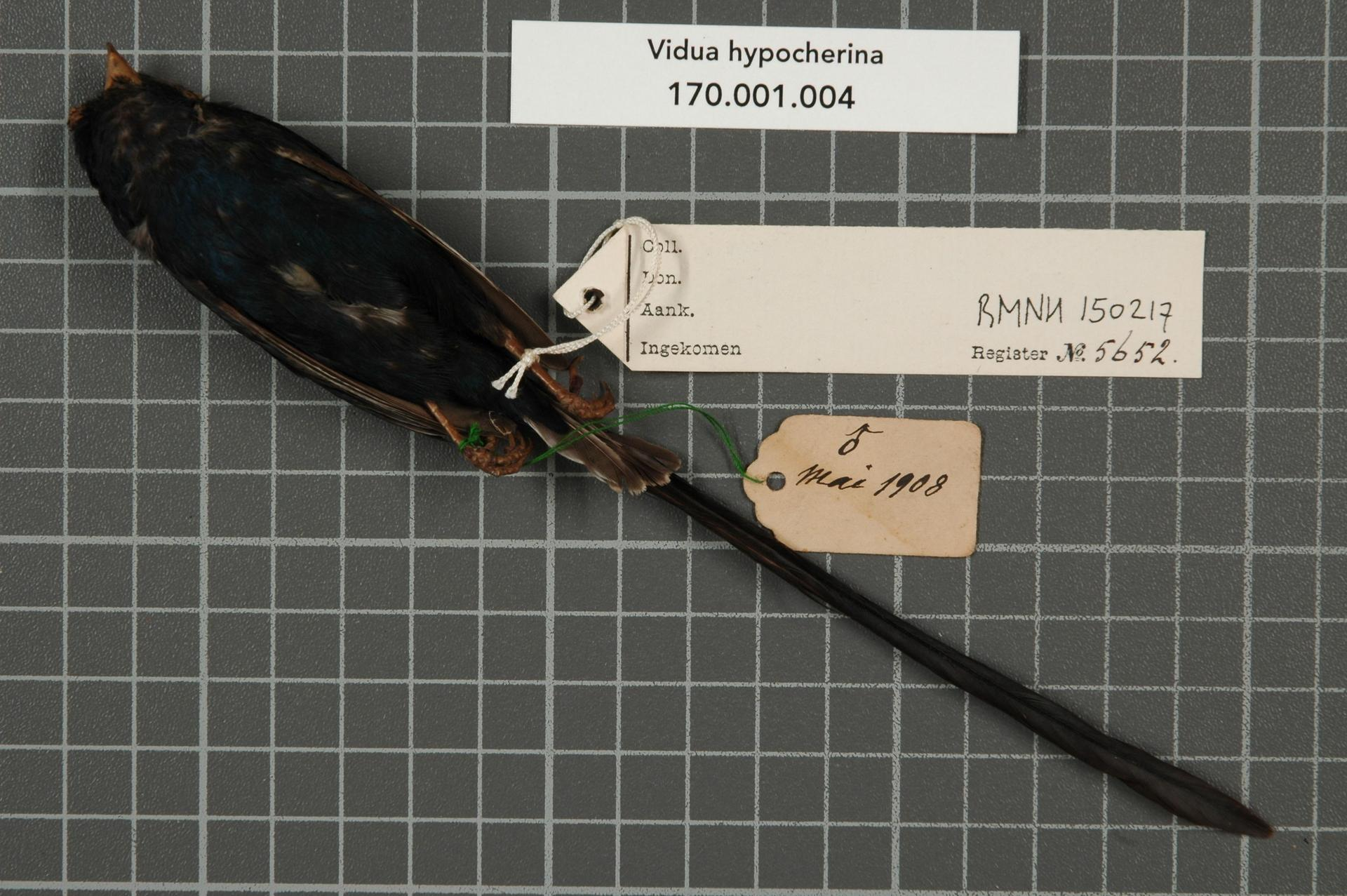
Veduta ventrale di maschio impagliato.

### Dimensioni
Misura 10–11 cm di lunghezza, per 11-13 g di peso: i maschi in amore, grazie alle penne caudali, raggiungono i 30–31 cm di lunghezza.

### Aspetto
Si tratta di uccelli dall'aspetto robusto ma slanciato, muniti di testa arrotondata, becco conico tozzo e forte, ali appuntite e coda dalla punta squadrata.
Il piumaggio presenta dicromatismo sessuale durante il periodo degli amori, mentre durante il resto dell'anno i due sessi sono quasi identici.

I maschi sono di colore nero su tutto il corpo, con riflessi metallici di colore azzurro-bluastro su nuca, dorso, petto e fianchi, mentre le penne remiganti e la punta delle rettrici caudali (che durante il periodo degli amori diventano nastriformi e lunghe il doppio del corpo) assumono sfumature color cannella.

Le femmine ed i maschi in eclissi, invece, presentano livrea molto sobria e mimetica, di color grigio-sabbia su gola e petto, mentre testa, dorso, ventre e fianchi sono di colore beige con tendenza a scurirsi divenendo bruno su ali, coda e su due bande cefaliche che si trovano su fronte ("sopracciglio") e fra l'occhio e la nuca.
In ambedue i sessi ed in ogni periodo dell'anno gli occhi sono di colore bruno, mentre le zampe sono di colore carnicino-nerastro ed il becco è di colore grigio-nerastro.

## Biologia
All'infuori del periodo riproduttivo questi uccelli si riuniscono in stormi misti assieme a varie specie di estrildidi e ploceidi e seguendoli nei loro spostamenti alla ricerca di cibo e acqua, passando poi la notte in posatoi al riparo fra la vegetazione.

### Alimentazione
Si tratta di uccelli essenzialmente granivori, la cui dieta è composta in massima parte da semi di piante erbacee, che vengono reperiti e consumati al suolo, oltre ad altri cibi di origine vegetale (germogli, bacche) e, sebbene sporadicamente, anche insetti ed altri piccoli invertebrati.

### Riproduzione
La stagione riproduttiva va da maggio-giugno a settembre: i maschi competono fra loro per conquistare le femmine mediante parate composte da gare di canto e voli rituali, cercando di accoppiarsi col maggior numero possibile di partner.
La vedova metallica presenta parassitismo di cova, andando a insidiare l'astrilde guancianera e l'astrilde ventrerosato. Le femmine depongono 1-4 uova all'interno dei nidi delle specie parassitate, per poi disinteressarsene del tutto: i pulli, che schiudono dopo circa due settimane, presentano disegni golari e caruncole ai lati del becco estremamente simili a quelli dei loro fratellastri, coi quali convivono all'interno del nido condividendo i vari step del ciclo vitale, involandosi attorno alle tre settimane di vita e rendendosi virtualmente indipendenti dai propri genitori adottivi qualche giorno più tardi.

## Distribuzione e habitat
La vedova metallica è diffusa nel Corno d'Africa ed in Africa orientale, occupando un areale che va dal Sudan del Sud meridionale ad est del Nilo alla Somalia occidentale e meridionale, comprendendo gran parte dell'Etiopia, l'Uganda nord-orientale, il Kenya e spingendosi a sud fino all'altopiano centrale della Tanzania (regioni di Mbeya e Iringa).
L'habitat di questa specie è rappresentato dalle aree erbose con presenza cospicua di cespugli ed alberi, come savana e miombo, fino a 1360 m di quota.